# 贝加姆普尔
贝加姆普尔（Begampur），是印度西孟加拉邦Hugli县的一个城镇。总人口9545（2001年）。

## 人口
该地2001年总人口9545人，其中男性4881人，女性4664人；0—6岁人口833人，其中男441人，女392人；识字率74.87%，其中男性为77.96%，女性为71.63%。